# Feldflieger-Abteilung 42
Feldflieger-Abteilung Nr. 42 – FFA 42 (Polowy oddział lotniczy nr 42) – jednostka obserwacyjna i rozpoznawcza lotnictwa niemieckiego Luftstreitkräfte z początkowego okresu I wojny światowej.

## Informacje ogólne
Jednostka została utworzona w drugim miesiącu I wojny światowej, w dniu 13 września 1914 roku we Fliegerersatz Abteilung Nr. 1 i weszła w skład większej jednostki Batalionu Lotniczego nr 1. Jednostka uczestniczyła w walkach na froncie zachodnim.
15 grudnia 1916 roku jednostka została przeformowana i zmieniona we Fliegerabteilung 262 (Artillerie) – (FA A 262).
W jednostce służyli m.in. Otto Parschau i Edmund Nathanael.

## Dowódcy eskadry
| Stopień | Nazwisko     | Okres                     |
| ------- | ------------ | ------------------------- |
| kapitan | Hugo Sperrle | grudzień 1915 – luty 1916 |